# 화성군 을
화성군 을은 대한민국의 옛 국회의원 선거구이다. 당시 경기도 화성군의 일부 지역을 관할했다.

## 역사
1949년, 수원군 수원읍이 수원시로 승격되었으며 수원군의 잔여 지역은 화성군으로 개칭되었다. 이에 제2대 국회의원 선거를 앞두고 수원군 을 선거구가 화성군 을 선거구로 개편되었다.
제6대 국회의원 선거를 앞두고 화성군 갑, 을 선거구가 합쳐지며 화성군 선거구를 이루게 되면서 폐지되었다.

## 역대 국회의원
| 선거   | 정당 | 정당       | 의원   |
| ------ | ---- | ---------- | ------ |
| 1950년 |      | 대한국민당 | 김웅진 |
| 1954년 |      | 자유당     | 최병국 |
| 1958년 |      | 민주당     | 홍봉진 |
| 1960년 |      | 무소속     | 서태원 |

## 역대 선거 결과

### 대한민국 제2대 국회의원 선거
|  | 18.04% |

|  | 14.91% |

|  | 11.57% |

|  | 10.69% |

|  | 10.21% |

|  | 10.21% |

|  | 5.49% |

|  | 4.36% |

### 대한민국 제3대 국회의원 선거
|  | 61.89% |

|  | 16.13% |

|  | 15.63% |

|  | 6.33% |

### 대한민국 제4대 국회의원 선거
|  | 34.56% |

|  | 24.94% |

|  | 19.29% |

|  | 9.84% |

|  | 5.80% |

|  | 5.53% |

### 대한민국 제5대 국회의원 선거
|  | 24.65% |

|  | 11.60% |

|  | 11.08% |

|  | 9.50% |

|  | 6.27% |

|  | 5.84% |

|  | 5.30% |

|  | 5.19% |

|  | 4.26% |

|  | 3.83% |

|  | 3.64% |

|  | 2.56% |

|  | 2.25% |

|  | 1.76% |

|  | 1.46% |

|  | 0.72% |

|  | 0% |